# 道格拉斯·精琦士
詹姆斯·道格拉斯·精琦士（英語：James Douglas Jenkins Sr.，1880年2月6日—1961年12月18日），是美国外交官、记者、法学家，曾担任美国驻广州、香港总领事，美国驻玻利维亚公使。

## 生平
1880年，出生于南卡罗来纳州。
1912年，任美国驻哥德堡领事。
1914年，任美国驻里加领事。
1917年，任美国驻基辅总领事。
1918年，任美国驻哈尔滨领事。
1924年，任美国驻广州总领事。
1930年，任美国驻香港总领事。
1934年，任美国驻柏林总领事。
1939年，任美国驻玻利维亚公使。
1961年，去世。